# 失なわれた都市
The Lost City（B4）は、トム・モルドヴェイによるダンジョンズ&ドラゴンズのモジュールである。これは1982年に最初に出版され、ダンジョンズ&ドラゴンズ・ベーシック・セットと共に使用するための独立した冒険としてデザインされていた。このモジュールの仮タイトルは「The Lost City of Cynidecia」であった。モルドヴェイは、初心者ダンジョンマスターが冒険への肉付けを行う経験を積ませることを意図してこのモジュールをデザインし、そのため一部のみが完全な記述が用意されていた。モジュールには低レベル向けのシナリオが記載されており、プレイヤーキャラクターが生き残る唯一の希望は、ゆっくりと砂に埋もれゆく都市の廃墟でのみ見いだすことができる。冒険は巨大な階段状ピラミッドの内部で行われ、ピラミッドの下層部分は概略のみ、地下都市は主要な地区のリストと地図が用意されているのみである。この冒険の中心的な敵役は巨大な一つ眼のモンスターであるザーゴンと、彼の手先達である。地下都市を除く二重ピラミッド全体だけでも100以上の部屋が存在する。
モジュールには外装カバーが付属し、地図とベーシックD&Dで使用できる既成冒険者の一覧が記載されている。また、ダンジョンズ&ドラゴンズ・エキスパート・セットルールを使用する、第3レベルを超えて冒険を継続するのに必要なだけの情報も含まれている。この冒険は、再編集大型モジュールB1-9 In Search of Adventure（1985年）で部分的に再発売された。使用されたのはピラミッドの上層部のみであり、ミスタラ・キャンペーンセッティングに組み込まれた。
1985年には『失なわれた都市』（うしなわれたとし）というタイトルで日本語版が出版された。

## プロット概要
この冒険は砂に埋もれた都市にまつわる物語である。この都市は2つの闘争中の派閥に悩まされている。冒険の多くは巨大な階段状ピラミッドの内部で行われる。都市のそれ以外の地域は単に概説されるのみであり、DMが詳細を準備するための提案が用意されている。
冒険の開始時、プレイヤーキャラクターは砂漠の砂嵐で道に迷い、ピラミッドへの入口を偶然発見する。ピラミッドとその下の地下都市は古代シニディシア都市の廃墟にあたり、古代都市住民の子孫が住んでいる。これらのシニディシア人は、現在地下居住種族に退行し、麻薬に没頭して薬物性の幻想を見ているか、装束と仮面を身に付けてあたりをさまよい歩くことに多くの時間を費やしている。
冒険が進行するにつれ、キャラクターはザーゴンとして知られるモンスターがシニディシア没落の原因となったことに気付く。このモンスターはまだ生きており、邪悪な人間の司祭達によるカルトや様々な他のモンスターがその周囲に生じていた。ザーゴンの司祭の他に、比較的正常なシニディシア人の中にも3つの派閥が存在する。彼らはこの都市の古代の神々を崇拝し、ザーゴンの司祭の打倒とシニディシアの失われた栄光の回復に専念しているが、彼らの相違する信仰が共通の敵に対する共闘を許さなかった。
ピラミッドの上半分のみが情景まで詳述されるが、下半分と地下都市については充分な情報が、この冒険を発展させるためにDMに提供される。ピラミッドの上層を一掃した後、プレイヤーはシニディシアでの闘争に関与することができ、もし彼らが充分に強くなれたならザーゴンのねぐらで対決し、破壊することもできる。

## 出版履歴
The Lost Cityはトム・モルドヴェイによって執筆され、ジム・ホロウェイによって挿絵を入れられた。1982年にTSRが出版し、32ページの小冊子に外装カバーが付属した（初刷り版はファイル用の3穴パンチが施されていた）。
1985年、株式会社新和が日本語版を出版した。
このモジュールはダンジョン誌142号に掲載されたD&D第3版の冒険「Masque of Dreams」の発想源となった。この冒険はＢ･マシュー・コンクリンによって執筆され、マイケル・ウィリアム・カルタによって挿絵を入れられた。
ザーゴンとシニディシア人は3.5版製品であるElder Evilsで再設定され、そこでは寺院がグレイホークに似たキャンペーンセッティングに配置された。

## 評判
この冒険は、ダンジョンズ&ドラゴンズ・ゲームの30周年である2004年に、ダンジョン誌の「greatest adventure of all time」で28位にランクされた。
Wired誌のケン・デンミードは「Top 10 D&D Modules I Found in Storage This Weekend」の1つにこのモジュールを挙げた。デンミードによると「このモジュールで、ある地点までははっきりと詳述されている。それ以降はDMが"この冒険を拡張する"ために残されている。それは文明を堕落させるのに一役買った邪悪な"神"との最後の対決、奇妙な麻薬漬けの生活を送り、地下湖の傍らでキノコを栽培している生き残りの人々の発見などだ」とのことである。

## 追加記事
- 論評：ディファレントワールズ誌 28号（1983年）